# هوية بورن (فلم)
هوية بورن (بالإنجليزية: The Bourne Identity) هو فيلم إثارة أمريكي لعام 2002 مبني على رواية روبرت لودلوم التي تحمل نفس الاسم. من بطولة مات دامون في دور جيسون بورن، وهو رجل يعاني من فقدان الذاكرة الشديد ويحاول اكتشاف هويته الحقيقية وسط مؤامرة سرية داخل وكالة المخابرات المركزية (CIA). ومن بطولة أيضًا فرانكا بوتينتي، وكريس كوبر، وكليف أوين، وجوليا ستايلز، وبريان كوكس.
وهو الجزء الأول من سلسلة أفلام:
سيادة بورن (2004)، إنذار بورن (2007)، ميراث بورن (2012)، جيسون بورن (2016).
شارك في إنتاج الفيلم وإخراجه دوج ليمان، وتم تكييفه للعرض بواسطة توني جيلروي وويليام بليك هيرون. على الرغم من وفاة روبرت لودلوم في عام 2001، يُنسب إليه الفضل كمنتج تنفيذي إلى جانب فرانك مارشال. أصدرت يونيفرسال بيكتشرز الفيلم في دور السينما في الولايات المتحدة في 14 يونيو عام 2002. وافتتح الفيلم بنجاح نقدي وتجاري، محققا 214 مليون دولار، بميزانية 60 مليون دولار.

## القصة
في البحر الأبيض المتوسط، ينقذ صيادون إيطاليون أمريكيًا فاقد الوعي عائمًا ومصاب بعيار ناري في ظهره. يحاولون علاج جروحه، وعندما يستيقظ الرجل، يجدون أنه يعاني من فقدان الذاكرة الانفصالي. ليس لديه ذاكرة عن هويته الخاصة، لكنه يجد نفسه قادرًا على المهارات القتالية المتقدمة والتكلم بعدة لغات بطلاقة. يجد الربان جهاز عرض ليزر صغيرًا تحت ورك الرجل عند تنشيطه، يعطي رقم صندوق ودائع آمن في زيورخ. عند الهبوط في إمبيريا، إيطاليا، يذهب الأمريكي إلى بنك في سويسرا للتحقق من صندوق الإيداع. وجدها تحتوي على مبلغ كبير من المال بعملات مختلفة، والعديد من جوازات السفر وبطاقات الهوية مع صورته على كل منهم، ومسدس. يأخذ الرجل كل شيء ما عدا البندقية، ويغادر، واختار استخدام الاسم على الموجود على جواز السفر الأمريكي، جيسون بورن.
بعد مغادرة بورن، اتصل موظف البنك بمشرفي عملية تريدستون، وهو برنامج عمليات أسود لوكالة المخابرات المركزية. يصدر رئيس البرنامج، ألكسندر كونكلين، تنبيهات للشرطة المحلية للقبض على بورن وينشط ثلاثة عملاء لقتله: كاسيل، مانهايم، والأستاذ. في هذه الأثناء، اتصل نائب مدير وكالة المخابرات المركزية وارد أبوت بكونكلين حول محاولة اغتيال فاشلة ضد الدكتاتور الأفريقي المنفي نيكوانا ومبوسي. يعد كونكلين أبوت بأنه سيتعامل مع عميلهم المكلف بعملية الاغتيال الذي فشل.
يحاول بورن التهرب من الشرطة السويسرية باستخدام جواز سفره الأمريكي لدخول القنصلية الأمريكية، ولكن يتم القبض عليه من قبل أمن القنصلية. لكنها يستطيع الفرار ويخرج من القنصلية ويهرب منها، يعرض على امرأة ألمانية، ماري كروتز، 20 ألف دولار مقابل توصيله إلى عنوان في باريس مدرج في رخصة قيادته الفرنسية. في العنوان، شقة، يقوم بالاتصال على الرقم الموجود في ورقة العنوان ويوصله الرقم بفندق. يستفسر عن الأسماء الموجودة في جوازات سفره هناك، ويعلم أنه تم تسجيل حجز باسم «جون مايكل كين» لكنه مات قبل أسبوعين في حادث سيارة. ينصب كاسل كمينًا لبورن وماري في الشقة، لكن بورن له اليد العليا. يسيطر على كاسيل ويحاول أن يستجوبه، لكن بدلاً من السماح لنفسه بالاستجواب، يلقي كاسيل نفسه من نافذة ويتوفى. وجدت ماري منشورات تبين أن بورن وهي مطلوبان للعدالة، تصدم، لكنها توافق على الاستمرار في مساعدة بورن. بعد مطاردة يهرب فيها بورن من شرطة باريس في سيارة ماري، يقضي الهاربان الليلة معًا في إحدى فنادق باريس.
في هذه الأثناء، لايزال الدكتاتور الأفريقي ومبوسي قلقا بسبب محاولة اغتياله. كونكلين، بعد توقع ذلك، زرع جثة في مشرحة هوفينمين، باريس لتظهر كأنه جثة صاحب محاولة الاغتيال، لكن وومبوسي لا ينخدع ويهدد بالإبلاغ عن ذلك وأسرار وكالة المخابرات المركزية الأخرى لوسائل الإعلام. يغتال الأستاذ، الدكتاتور ومبوسي بناء على أوامر كونكلين. بورن، الذي تظاهر بأنه كين، يتعلم عن يخت ومبوسي، وأن المهاجم أصيب بالرصاص مرتين في الظهر أثناء محاولته الهرب؛ يدرك أنه كان المهاجم. لجأ هو وماري إلى منزل صديقها القديم إيمون وأطفاله في الريف الفرنسي. تحت ضغط من أبوت لربط مسألة ومبوسي بالكامل، يتتبع كونكلين موقع بورن ويرسل الأستاذ هناك، لكن بورن يطلق النار عليه مرتين ببندقية إيمون، مما أدى إلى إصابته بجروح قاتلة. يكشف الأستاذ عن علاقته ببرنامج تريدستون قبل أن يموت. يرسل بورن ماري وإيمون وأطفال أيمون بعيدًا لحمايتهم، يتواصل كونكلين عبر هاتف الأستاذ مع بورن. يوافق كونكلين على لقاء بورن لوحده في باريس. من سطح أعلى بالقرب من الموقع الذي تم ترتيب اللقاء فيه، يرى بورن أن كونكلين لم يأت بمفرده، بتخلف عن حضور الاجتماع، ولكنه يستغل الفرصة لوضع جهاز تتبع على سيارة كونكلين، مما يقود بورن إلى منزل عمليات تريدستون الآمن في باريس.
بورن يقتحم المنزل الآمن ويسيطر على كونكلين وفنية الخدمات اللوجستية نيكوليت بارسونز «نيكي» تحت تهديد السلاح. توضح محادثة بورن وكونكلين في المنزل الآمن الكثير من الغموض. يسأل بورن، «من أنا؟»، والذي يجاوبه كونكلين، «أنت ملك للحكومة الأمريكية. أنت سلاح معطل بقيمة 30 مليون دولار! أنت كارثة تامة!»
عندما يبدأ كونكلين في الضغط عليه لتذكر ماضيه، يتذكر بورن محاولته اغتيال ومبوسي من خلال ذكريات متتالية. كما كين، والعمل بموجب أوامر من قبل رؤسائه في برنامج تريدستون، يتسلل بورن يخت الدكتاتور الإفريقي ويتمكن من الاقتراب بما يكفي لاغتياله. ومع ذلك، لا يستطيع بورن قتله بينما كان أطفاله حاضرين معه، وبدلاً من ذلك يفر، ويطلق النار عليه أثناء هروبه. يخبر بورن كونكلين بأنه سيستقيل من برنامج تريدستون ويجب أن يترك وشأنه. مع اقتحام العملاء للمنزل الآمن، يحارب بورن من أجل حريته. عندما يغادر كونكلين المنزل الآمن، يصادف مانهايم، الذي يقتله بموجب أوامر أبوت. ثم أغلق أبوت برنامج تريدستون.
أبلغت أبوت لجنة مراقبة أن برنامج تريدستون «خرج من الخدمة بالكامل» قبل أن تتحول المناقشة إلى مشروع جديد يحمل الاسم «بلاك براير». في المشهد الأخير، يجد بورن محل ماري لتأجير الدراجات البخارية للسياح في ميكونوس، ويلتم شمل الاثنان مجددا.

## طاقم العمل
- مات دامون في دور جيسون بورن
- فرانكا بوتينتي في دور ماري كروتز
- كريس كوبر في دور ألكسندر كونكلين
- كلايف أوين في دور الأستاذ «المكلف بقتل بورن»
- بريان كوكس في دور وارد أبوت
- أديويل أكينوي أغباج في دور الدكتاتور ومبوسي
- غابرييل مان في دور داني زورن
- جوليا ستايلز في دور نيكي بارسونز
- أورسو ماريا جوريني في دور جيانكارلو
- تيم داتون في دور إيمون
- نيكي نود في دور كاسيل
- راسل ليفي في دور مانهايم
- فنسنت فرانكلين في دور رولينز

## روابط خارجية
- مقالات تستعمل روابط فنية بلا صلة مع ويكي بيانات